# Paratrimma nigrimenta
Paratrimma nigrimenta es una especie de peces de la familia de los Gobiidae en el orden de los Perciformes.

## Hábitat
Es un pez de Mar y, de clima subtropical y demersal que vive entre 24-29 m de profundidad.

## Distribución geográfica
Se encuentra en el Archipiélago Juan Fernández (Chile ).

## Observaciones
Es inofensivo para los humanos. 